# Bârnadu
Bârnadu – wieś w Rumunii, w okręgu Neamț, w gminie Bicaz-Chei. W 2011 roku liczyła 85 mieszkańców.